# هانس یوتنر

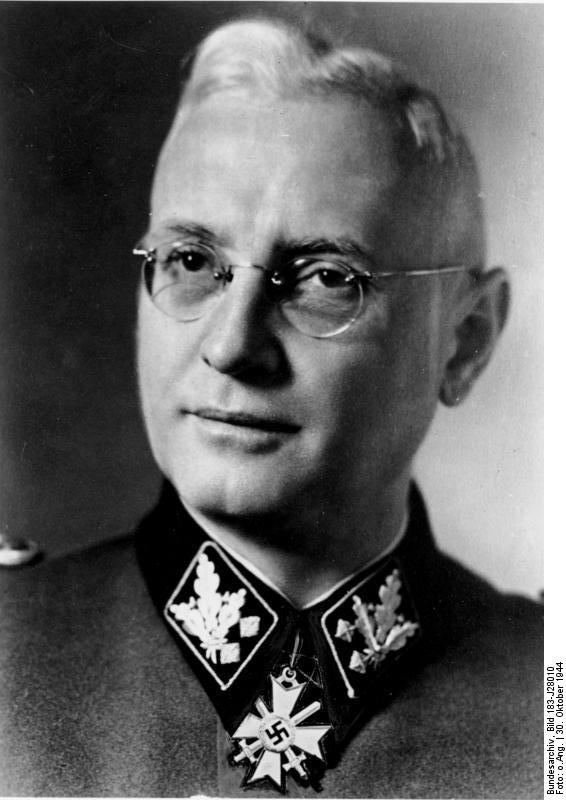
هانس یوتنر

هانس یوتنر (به آلمانی: Hans Jüttner) (زادهٔ ۲ مارس ۱۸۹۴- مرگ ۲۴ مهٔ ۱۹۶۵) افسر رده بالای آلمانی اس‌اس و رئیس اس‌اس فورونگسهاوپتامپت یا دفتر مرکزی رهبری اس‌اس بود.

## کارنامه
یوتنر در ۱۹۳۳ به اس‌آ پیوست و در ۱۹۳۴ رئیس تمرینات اس‌آ در مونیخ گردید. در ۱۹۳۵ به نیروهای پشتیبانی رزمی اس‌اس -و سپس وافن اس‌اس -پیوست. در ۱۹۳۹ او بازرس نیروی ذخیره اس‌اس فرفوگونگشتروپه و در اوایل ۱۹۴۰ رئیس دفتر این دیویزیون گردید. در تابستان همان سال یوتنر به ریاست ستاد تازه‌تاسیس اس‌اس فورونگسهاوپتامپت ارتقا یافت. این بخش از دیگر بخش‌های امنیتی و اقتصادی اس‌اس مجزا بود.
در ۱۹۴۲ یوتنر به درجهٔ اوبرگروپنفورری رسید و در ۱۹۴۳ به ریاست دفتر مرکزی رهبری اس‌اس ارتقا یافت و هاینریش هیملر او را رئیس تسلیحات و نیروی ذخیره ارتش نمود.
در ۱۷ مهٔ ۱۹۴۵ یوتنر به دست نیروهای بریتانیایی دستگیر شد. در ۱۹۴۸ او به ده سال زندان در یک اردوگاه کار اجباری محکوم شد، ولی در دادگان تجدید نظر این مدت به چهار سال کاهش یافت.
یوتنر در اواخر عمر مالک آسایشگاهی در باد تولتس بود و در همان شهر هم درگذشت.